# Cathédrale de León (Nicaragua)
Pour les articles homonymes, voir Cathédrale de León.
La cathédrale de León est une cathédrale du Nicaragua située dans la ville de León. Le nom complet est la Cathédrale-basilique royale de l'Assomption de la Bienheureuse Vierge Marie. C'est une cathédrale baroque de style colonial.
Sa construction a duré de 1747 à 1814. Elle a été élevée au rang de basilique par Pie IX le 20 novembre 1860. 
Elle est inscrite au Patrimoine mondial de l'UNESCO en tant que bien culturel depuis le 28 juin 2011. Dans sa déclaration, l'UNESCO décrit ainsi l'édifice:
« La Cathédrale de León au Nicaragua a été construite entre 1747 et le début XIXe siècle. Conçue par  l'architecte guatémaltèque Diego José de Porres Esquivel, elle exprime la transition du baroque à l'architecture néo-classique et le style peut être considéré comme éclectique. La cathédrale se caractérise par la sobriété de sa décoration et l'abondance de lumière naturelle. La voûte du sanctuaire a une décoration très riche. La cathédrale renferme des œuvres d'art majeures, dont un maître-autel et les peintures flamandes des quatorze stations du Chemin de Croix réalisées par l'artiste nicaraguayen Antonio Sarria à la fin du XIXe siècle et début XXe siècle. »

Grâce à la robustesse de ses murs, elle a résisté aux tremblements de terre, aux éruptions volcaniques du Cerro Negro et aux guerres. En 1824, plusieurs canons ont été placés sur son toit pendant le siège de la ville par les forces conservatrices et lors de l'insurrection de juin et juillet 1979, contre le dictateur Anastasio Somoza Debayle, les guérillas du Front sandiniste de libération nationale (FSLN) l'ont également utilisé. 
La cathédrale offre aujourd'hui aux visiteurs un parcours qui comprend ses nefs, ses sous-sols, son cloître, le Patio du Prince, la galerie d'art, le baptistère et la chapelle du Sanctuaire, circuit qui se termine par les tours, le clocher et les cinq terrasses, d'où l'on peut observer les coupoles de l'édifice religieux, ainsi que les toits de la ville et les volcans des alentours.

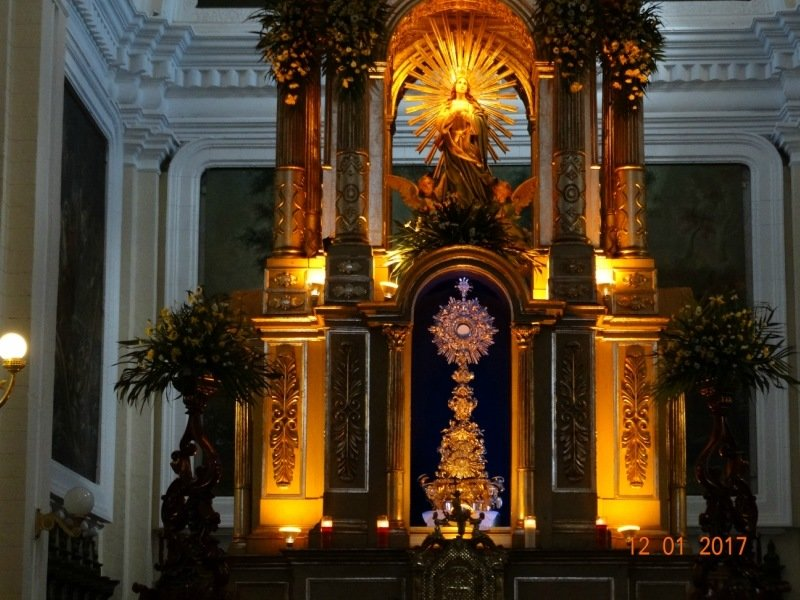
L'autel de la Cathédrale de León.

Il existe un certain nombre de tunnels qui relient la cathédrale à d'autres temples qui ont été utilisés comme cachettes ou voies d'évacuation lors d'attaques de pirates britanniques, néerlandais et français. Cependant, les tunnels ne sont pas accessibles au public, car certains ont été convertis au service des égouts. 
Cette cathédrale est la plus grande d'Amérique centrale. C'est le premier siège épiscopal du Nicaragua, depuis 1531, ce qui en fait l'un des plus anciens diocèses d'Amérique. Le temple exprime la transition de l'architecture baroque à l'architecture néoclassique, et son style peut être considéré comme éclectique. Elle se caractérise par la sobriété de sa décoration intérieure et l'abondance de la lumière naturelle. 
L'édifice contient la tombe du poète Rubén Darío, au pied de la statue de Saint Paul, père du modernisme et considéré comme le prince des lettres castillanes. Dans ses cryptes, conçues pour résister aux tremblements de terre, sont enterrées quelques figures illustres de la nation.
Au début du XXe siècle, le premier évêque de León et le dernier du Nicaragua, Monseigneur Simeón Pereira y Castellón (celui-là même qui présida aux funérailles de Dario le 13 février 1916) commanda au sculpteur grenadin Jorge Navas Cordonero la réalisation de la statue de la Vierge Marie sur le devant de la façade, les Atlantes entre le front et les clochers. Navas a également sculpté les statues des Douze Apôtres, à côté des colonnes de la nef centrale, ainsi que le lion du tombeau dudit poète, très semblable au Lion de Lucerne, en Suisse (réalisé par le sculpteur danois Bertel Thorvaldsen), et plusieurs décorations à l'intérieur du temple et de sa Chapelle du Tabernacle.
La cathédrale renferme également les sépultures de personnalités nicaraguayennes:
- Rubén Darío, le plus grand poète du pays
- José de la Cruz Mena (es), musicien
- Miguel Larreynaga, héros de l'indépendance
- Salomon de la Serva, poète
- Alfonso Cortés, poète